# Corcos
Corcos ou Corcos del Valle (appelée Corcos/Cohorcos jusqu'en 1916) est une commune de la province de Valladolid dans la communauté autonome de Castille-et-León en Espagne.

## Sites et patrimoine
- Église Santa María la Mayor.
- Monastère Santa María de Palazuelos (es).
- Château de Aguilarejo de Corcos del Valle.

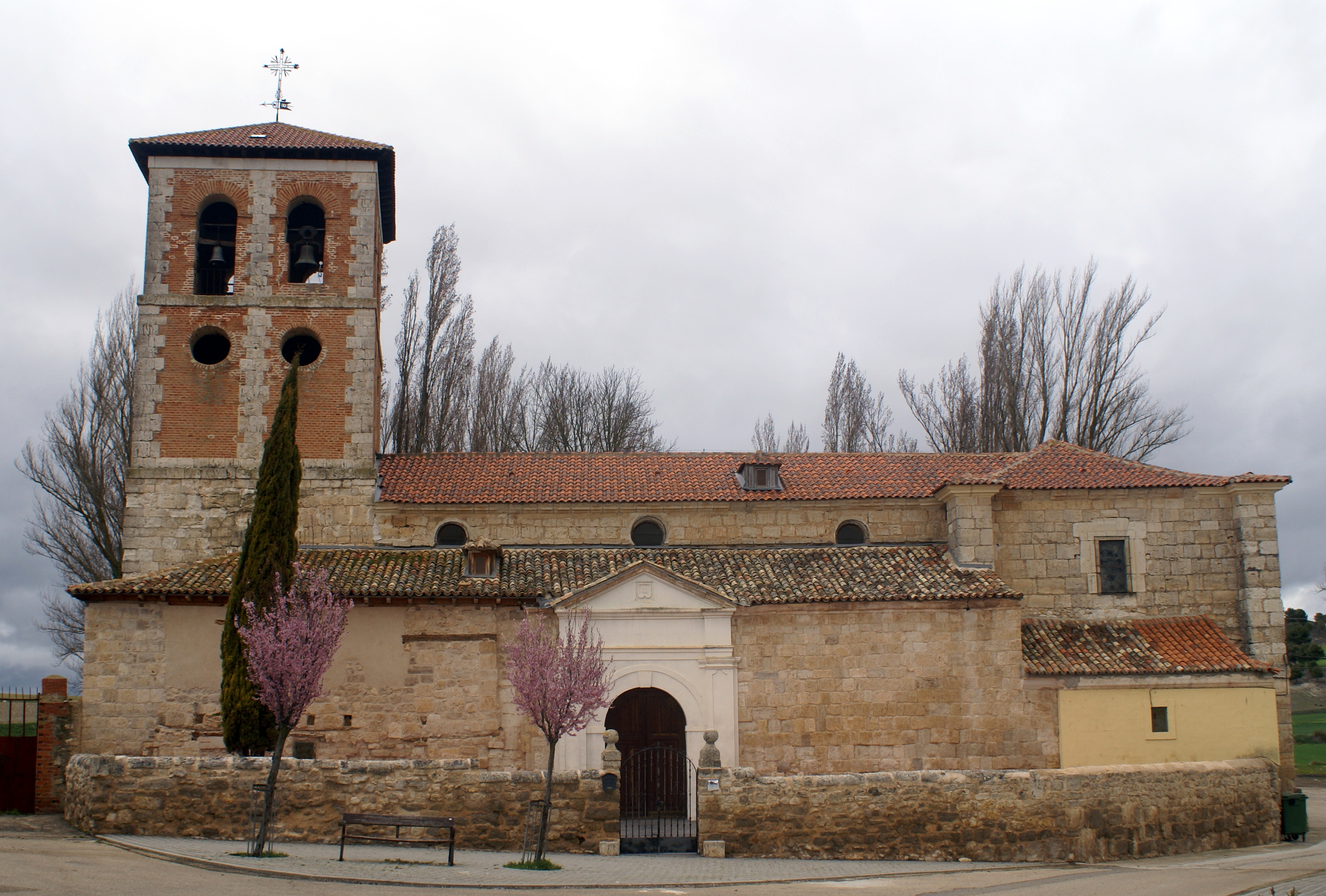
Église Santa María la Mayor.
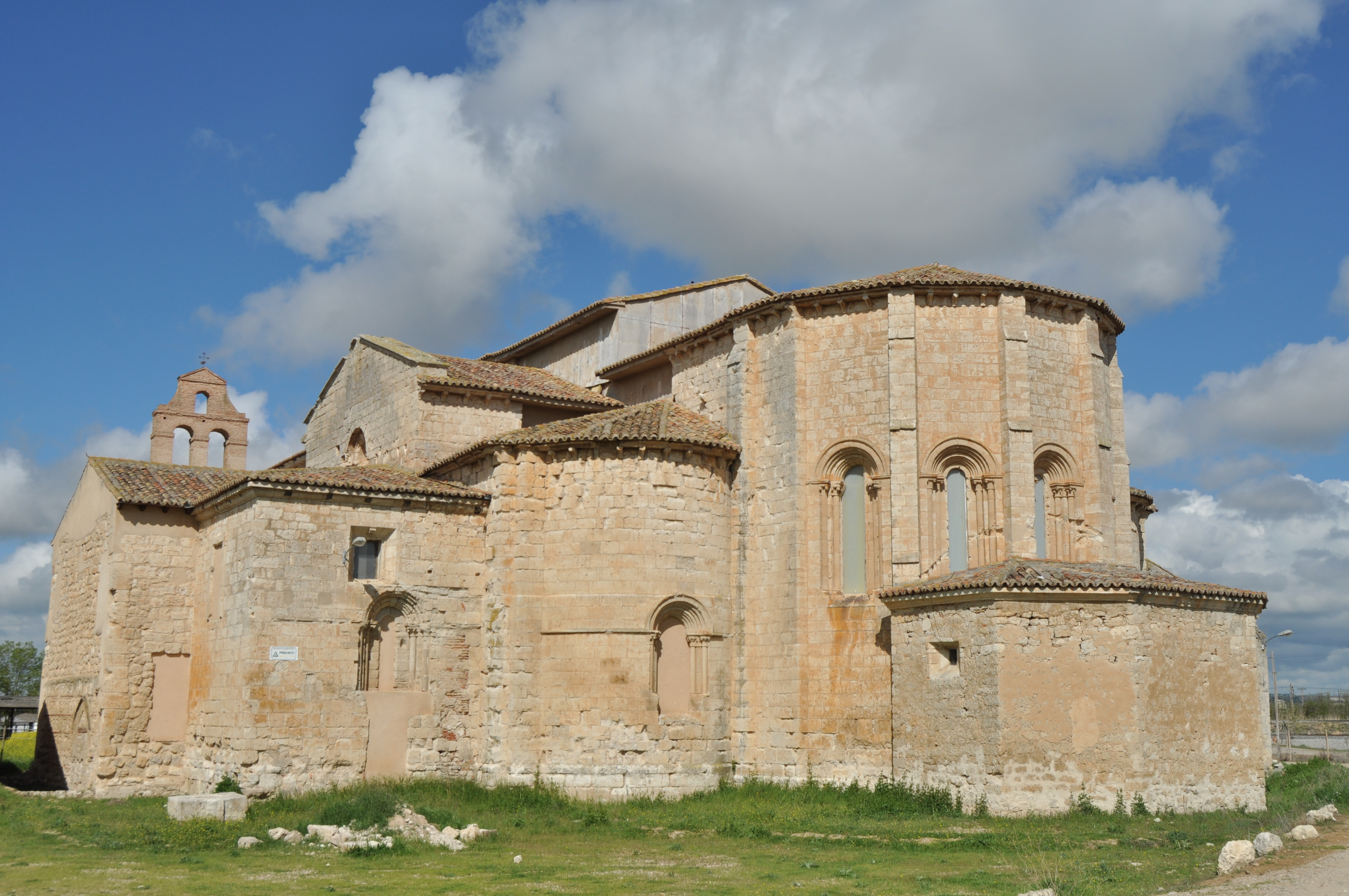
Monastère Santa María de Palazuelos.
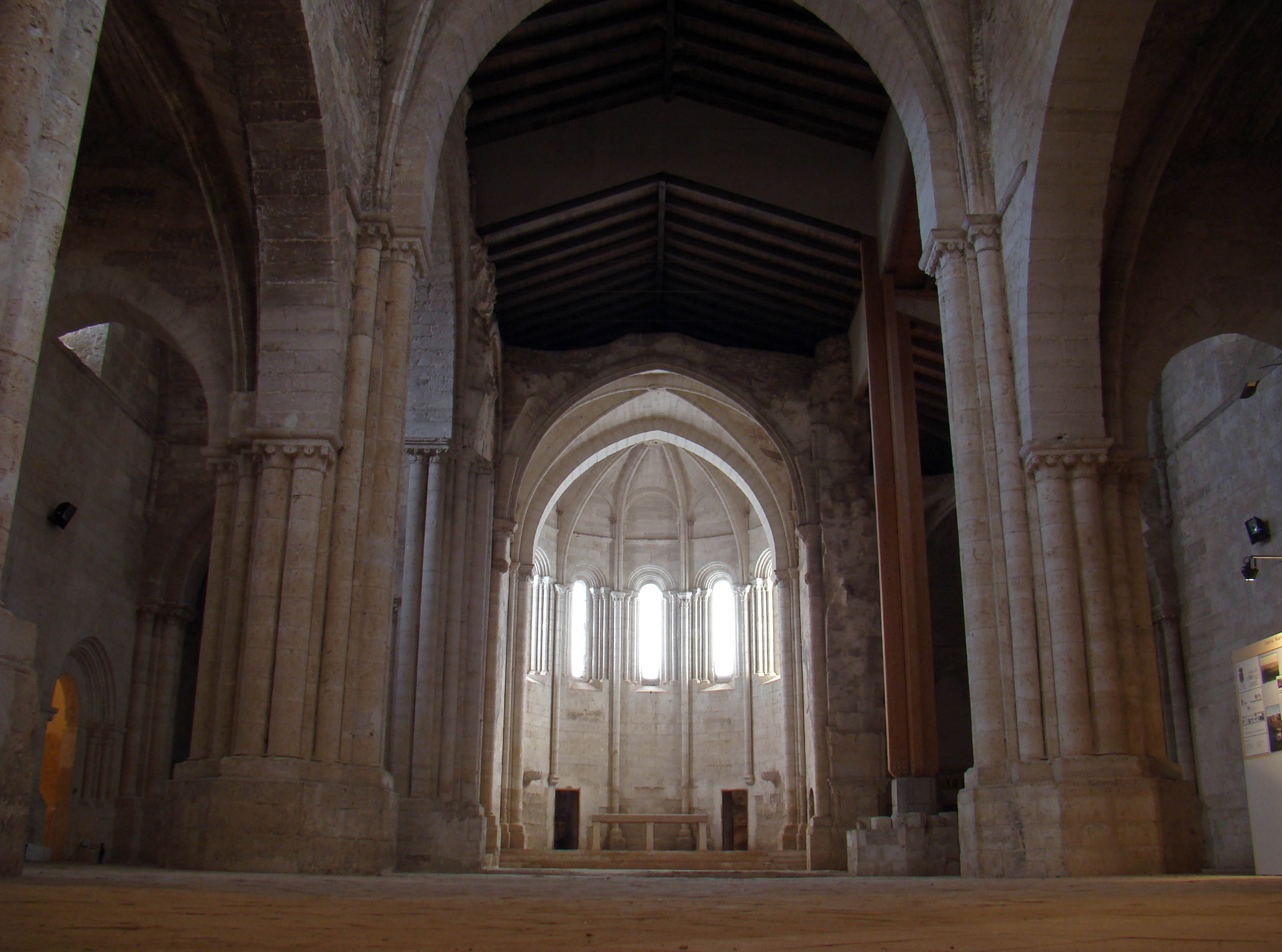
Abside du monastère.
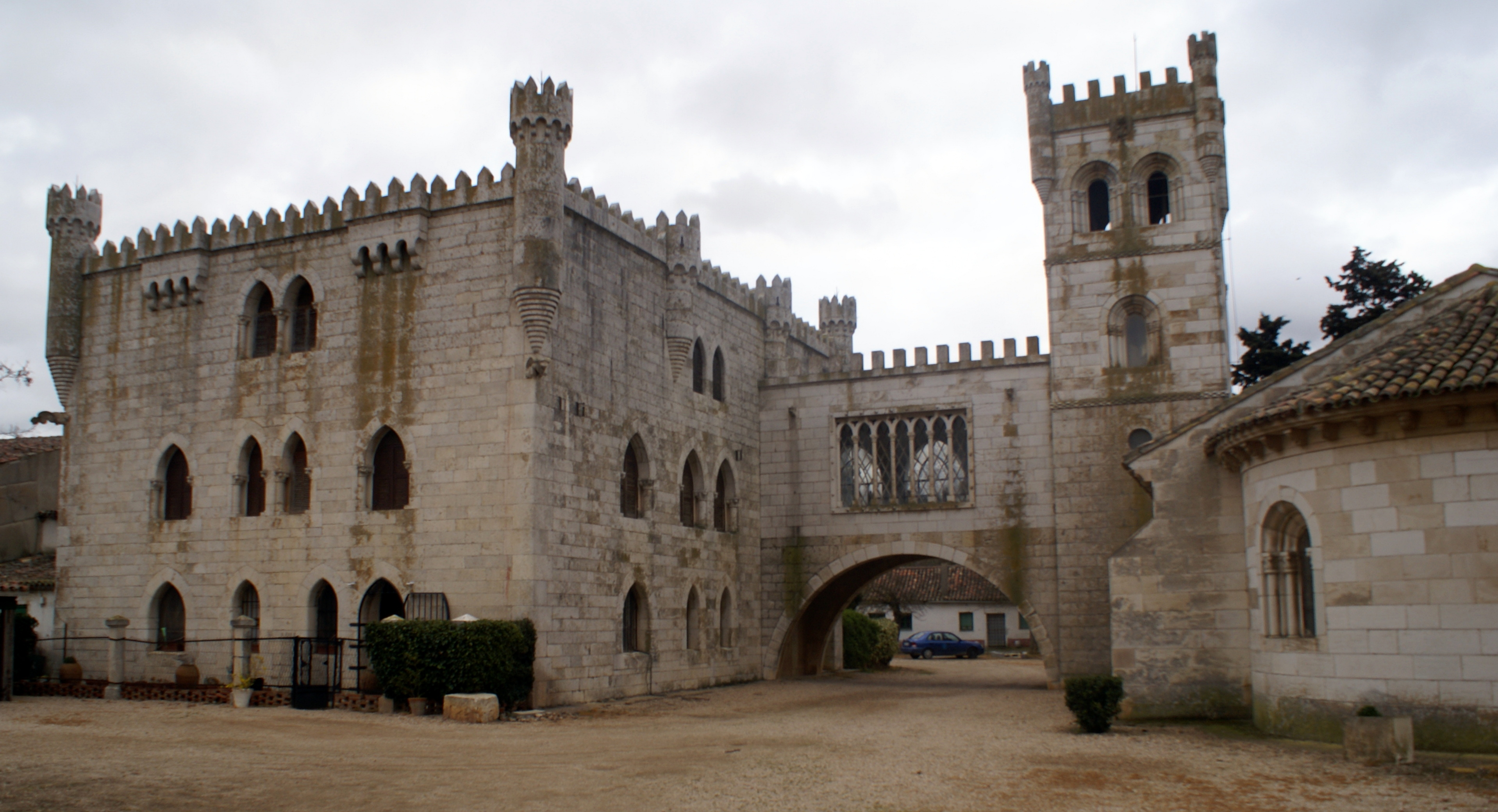
Château de Aguilarejo de Corcos del Valle.